# La librería (novela)
La librería (1978), publicada en inglés con el título original The Bookshop, es una novela de Penelope Fitzgerald. El libro estuvo nominado para el Premio Booker, distinción que ganó en 1979 con su novela A la deriva, titulada originalmente en inglés Offshore.
La novela ha sido llevada al cine por la cineasta española Isabel Coixet, quien escribió el guion adaptado que recibió el premio a la mejor adaptación literaria de 2017 de la Feria del Libro de Fráncfort.

## Sinopsis
La novela, localizada básicamente en 1959, se centra en Florence Green, una viuda de mediana edad, que decide abrir una librería en la pequeña localidad costera de Hardborough, Suffolk. El emplazamiento que escoge es "Old House", una casa abandonada, que se rumorea está infestada de fantasmas. Tras muchos sacrificios, Florence consigue abrir su negocio, que crece poco a poco durante un año hasta que las ventas decrecen. Se le opone la influyente y ambiciosa Violet Gamart, que pretende abrir un centro de arte en la misma casa. El sobrino de la señora Gamart, un parlamentario, consigue un cambio legislativo que autoriza al municipio a expropiar cualquier edificio de interés histórico que haya estado deshabitado durante cinco años. La ley es aplicada y "Old House" es expropiada, obligando a Florence a dejar su librería.

## Adaptación cinematográfica
La película basada en la novela es una coproducción entre España, Reino Unido y Alemania, se rodó en inglés con el título original The Bookshop durante el verano de 2016, inauguró la SEMINCI de 2017, como estreno mundial, cosechando buenas críticas.
Los personajes principales son interpretados por Emily Mortimer, Patricia Clarkson y Bill Nighy y fue estrenada comercialmente en España el 10 de noviembre de 2017, con positiva recepción crítica.